# Das Phantom der Oper (1989)
Das Phantom der Oper ist ein US-amerikanischer Horrorfilm aus dem Jahr 1989 basierend auf dem gleichnamigen Roman von Gaston Leroux, die Titelrolle spielte Horrorlegende Robert Englund.

## Handlung
New York in den späten 1980er Jahren. Die junge Christine Day träumt von einer Gesangskarriere am Broadway. Für ein Vorsingen stöbert sie in den Archiven der New Yorker Bibliothek nach einem ganz besonderen Musikstück. In einer alten und angesengten Partitur mit dem Titel Don Juans Triumph eines nahezu unbekannten Komponisten namens Erik Destler glaubt sie fündig geworden zu sein.

Während sie bei ihrem Casting die ersten Zeilen zu singen beginnt, löst sich eines der Gegengewichte des Bühnenvorhanges und schlägt sie nieder. Im Fallen wird sie von Glassplittern umwirbelt, hat blitzartige Visionen vom Zuschauerraum eines alten Opernhauses und hört eine sanfte aber eindringliche Stimme, die ihr befiehlt: „Christine, Komm zurück zu mir!“
London in der zweiten Hälfte des 19. Jahrhunderts. Christine erwacht auf der Bühne des Opernhauses wo sie, während einer Probe zu Gounod’s Faust, von einem gerissenen Gegengewicht des Vorhanges getroffen wurde. Man bringt sie, obgleich die nicht verletzt wurde, in ihre Garderobe, wo sie sich von dem Schrecken erholen soll, sehr zum Missfallen der eitlen Diva Carlotta, deren Zweitbesetzung Christine ist.

Oben auf dem Schnürboden unterhalten sich zwei Bühnenarbeiter mit Joseph Buquet, dem Bühnenmeister. Er erklärt den beiden, dass der Unfall nicht ihm anzulasten sei, sondern dem Operngeist, der das Haus heimsuche. Am selben Abend erscheint Christine ein schwarzer Schatten, den sie nur als den Engel der Musik kennt, im Spiegel ihrer Garderobe und bereitet sie mit bewundernswerter Profession auf die Hauptrolle vor.
Als La Carlotta am Abend der Premiere die gehäutete Leiche des Bühnenmeisters in ihrem Kostümschrank vorfindet, erleidet sie einen Schock und ist nicht in der Lage aufzutreten, weswegen die Rolle der Marguerite, mit überragendem Erfolg, von der jungen Christine Day gesungen wird. Martin Barton, der Direktor der Oper, der auch ein Verhältnis mit Carlotta hat, besticht jedoch den Opernkritiker, worauf dieser eine vernichtende Kritik über Christine verfasst. Kurz darauf wird der Mann in einem türkischen Bad ermordet aufgefunden. Auch ihm wurde mit chirurgischer Präzision die Haut abgezogen. Inspektor Hawkins, den ermittelnden Beamter von Scotland Yard erinnern diese, anscheinend in Christine Days Namen verübten, Gewaltverbrechen an einen Fall, der bereits viele Jahre zurückliegt und eng mit der Legende um das Phantom der Oper verwoben ist.

Das Phantom war angeblich ein hochtalentierter aber gänzlich unbeachteter sensibler Komponist namens Erik Destler, der sich als Pianist in Bordellen sein Brot verdiente. Er verkaufte dem Teufel seine Seele, wenn ihn dafür alle Menschen für seine Musik lieben würden. Der Teufel willigte ein, verstümmelte jedoch Destlers Gesicht so schrecklich, dass seine Musik das Einzige war, wofür man ihn lieben konnte. Seitdem zog er als mörderisches Ungeheuer, ausgestattet mit magischen Kräften, durch die nächtlichen Straßen und nähte sich die Haut seiner Opfer ins Gesicht um die abscheulichen Wunden zu verdecken, bis er schließlich spurlos verschwand. Angeblich sei der einzige Weg ihn zu vernichten, wenn man seine Musik vernichtet.
Erik Destler alias das Phantom lebt nun schon seit Jahren in den labyrinthartigen Gewölben unter dem Londoner Opernhaus. Er hat sich unsterblich in die junge Christine Day verliebt und versucht alles um sie zum größten Star der Oper zu machen. Als Christine von der Geschichte des Phantoms hört, sucht sie das Grab ihres Vaters auf, der ihr vor seinem Tod versprochen hat, ihr den Engel der Musik zu schicken, wenn er im Himmel ist.

Auf dem Friedhof wartet Destler bereits auf sie und hypnotisiert sie mit den Klängen seiner Violine. Unter seinem Bann lässt sie sich in sein unterirdisches Reich entführen, wo er ihr einen Ring an den Finger steckt und ihr den Schwur abringt, nie wieder einen anderen Mann zu lieben, da sie nun mit der Musik vermählt sei. Sie ist jedoch bereits heimlich mit Richard Dutton, dem Miteigner der Oper, verlobt, der zusammen mit Inspektor Hawkins alles daran setzt, um sie vor dem Zugriff dieses Ungetüms zu schützen.
Auf dem alljährlichen Maskenball der Oper stehlen sich die beiden Verliebten in eine ruhige Ecke und besprechen gemeinsame Fluchtpläne, werden dabei aber von Destler, in ein beeindruckendes rotes Kostüm mit Totenkopfmaske gekleidet, belauscht. Um sich abzureagieren, flirtet der „Rote Tod“ mit der ebenfalls anwesenden Carlotta und ermordet sie, nachdem er sie in der Aussicht auf ein Tête-à-tête von den Ballgästen fortgelockt hat. Kurz darauf, beim Dinner, wird ihr abgetrenntes Haupt in der Suppenterrine gefunden. In der ausbrechenden Panik entführt das Phantom Christine erneut in sein Reich, dicht gefolgt von Richard und Inspektor Hawkins und seinen Männern. In den unterirdischen Katakomben veranstaltet Destler ein grausames Katz-und-Maus-Spiel, in dessen Verlauf er die Polizeibeamten nacheinander dezimiert, bis es schließlich Richard und Hawkins als einzigen Überlebenden gelingt, bis in sein Versteck vorzudringen. Beide kommen aber in der darauf folgenden Auseinandersetzung ums Leben. In ihrer Wut und Verzweiflung stößt Christine die riesigen Kandelaber um und steckt somit den Unterschlupf in Brand. Als auch die Partitur seiner Oper Don Juans Triumph Feuer fängt, schreit Destler schmerzerfüllt auf, Christine stürzt, und wieder beginnt sich alles um sie zu drehen. Ein großer Spiegel zerbricht, dessen Splitter um sie herumschwirren.
Als sie die Augen öffnet, befindet sie sich umringt von Bühnenarbeitern und ihrer Freundin Meg in dem New Yorker Theater. Ein Mann, dessen markante Gesichtszüge ihr irgendwie bekannt vorkommen, schiebt sich durch die Umstehenden und hilft ihr hoch. Er stellt sich als Hauptgeldgeber der geplanten Show vor und verkündet ihr, dass sie die Hauptrolle bekäme, sofern der Unfall sie nicht abgeschreckt habe. Er ist von Christine so angetan, dass er sie zusammen mit den anderen Geldgebern zu einem Abendessen einlädt, um seine Neuentdeckung vorzustellen und zu feiern.

Christines Freude weicht aber jähem Entsetzen, als sie in seinem Penthouse-Apartment, in das er sie eingeladen hat, um sich vor dem Essen frisch machen zu können, neben einer Hightech-Musikanlage mit Keyboards und Computer, Disketten vorfindet, die mit derselben Handschrift versehen sind, wie die alte Partitur aus der Bibliothek. Als sie den Computer einschaltet, ertönt durch ein Autorun-Programm die moderner klingende, aber dennoch unverkennbare Ouvertüre von Erik Destlers Don Juans Triumph. Nachdem er mit einer spitzen Bemerkung in den Raum tritt, reißt sie ihm seine aus Haut bestehende Maske vom Gesicht und enthüllt ihn als das Phantom. Erik Destler, welcher aufgrund seines Teufelspaktes dazu verdammt ist für alle Zeit auf dieser Welt zu wandeln, hat sie durch die Jahrhunderte hinweg verfolgt und bietet ihr erneut den Bund für die Ewigkeit, denn nur Liebe und Musik würden ewiglich währen.
Sie ergreift einen Zierdolch und sticht ihn damit nieder. Danach packt sie den einzigen Ausdruck seiner Komposition und die Speicherdiskette und flieht auf die Straße, wo sie das Manuskript zerreißt und zusammen mit der Diskette in einen Gully wirft. Als Christine, die das Phantom nun endgültig vernichtet glaubt, den Broadway hinunterspaziert, bemerkt sie am Wegesrand einen Straßenmusikanten mit tief ins Gesicht gezogenem Hut, der einen Schritt vortritt und die Ouvertüre von Don Juans Triumph zu spielen beginnt.

## Kritiken
- „Ein plumper, effekthascherischer Gruselfilm von abstoßender Vordergründigkeit, der kaum noch etwas mit der gleichnamigen literarischen Vorlage gemein hat.“ – Lexikon des internationalen Films[1]

- „Im Fahrwasser des Erfolgsmusicals schwimmender Aufguss, der sich mit ausgebleichten Farben und billigen Sets einem kruden Blut-Naturalismus verschreibt.“ – Film-Jahrbuch 1991

- „Streckenweiser sehr spannender Streifen, der auf der einen Seite filmisch gelungen ist, aber auf der anderen Seite leider auch schmerzliche Erinnerungen an solche Grand-Guignol-Klassiker wie „Theater des Grauens“ hervorruft. So wird man speziell an diesen Vertreter erinnert, weil auch Dwight H. Little, der hier seinen bei „Halloween 4“ bemerkbaren Zeitlupen-Tick weitestgehend unter Kontrolle hat, in vielen opulent ausgestatteten Bildern schwelgt. Auch sonst fühlt man sich von der Atmosphäre her eher in einen 60er-Jahre-Gruseler der britischen Hammer Films versetzt als in eine heutige US-Produktion, weil hier dankenswerterweise keine Teenies mitspielen und die Sets wohltemperiert sind. Leider aber sind die hervorragenden Gore-Effekte des jungen Kevin Yagher in der deutschen Fassung erheblich geschnitten.“  - Frank Trebbin – Die Angst sitzt neben Dir, 1998

## DVD- und Blu-Ray Veröffentlichung
Phantom of the Opera / 9. Oktober 2012 / Ascot Elite Home Entertainment / FSK 18 (Ungekürzte Fassung)

## Sonstiges

### Vergleich mit der Romanvorlage
- In dieser Verfilmung wurde die Handlung von Paris nach London verlegt.
- Dies ist die einzige Filmfassung in der kein Kronleuchter ins Publikum stürzt.
- Die „Friedhofszene“, in der das Phantom für Christine auf der Violine spielt, hält sich sehr nahe an die Romanvorlage.
- Zum ersten Mal seit dem Stummfilm kommt das „Punjab-Lasso“ des Phantoms wieder zum Einsatz.
- Ebenfalls erstmals seit der 1925er Verfilmung erhält Christine hier durch die Wand ihrer Garderobe Gesangsunterricht vom „Engel der Musik“.

### Geplante Fortsetzung
- Robert Englund unterschrieb einen Vertrag für eine Fortsetzung des Films, die aber aufgrund der negativen Kritiken niemals zustande kam.
- Das „Fangoria Magazine“ behauptete 1991, dass das Drehbuch umgeschrieben wurde und dann für den Film House of Pain (OT: Dance Macabre), ebenfalls mit Englund, verwendet wurde.
- Englund selbst erklärte 2004 in einem Interview, dass durchaus ein Drehbuch für die Fortsetzung existiere, das seiner Meinung nach wesentlich besser gewesen sei als das zum ersten Film, am Ende aber niemals in auch nur irgendeiner Form umgesetzt wurde.